# Pantà de Portbou
El pantà de Portbou és un embassament que pertany al riera de Portbou, creat per una presa situada al municipi de Portbou a la comarca de l'Alt Empordà.
Fou construït entre el 1973 i el 1975 per tal de solucionar l'abastament d'aigua potable de Portbou.
És dels més petits que hi ha a Catalunya. L'altura de la presa és de 27,5 m i la seva capacitat és d'1 hm³.
El seu entorn és un lloc ideal que convida ha anar-hi a fer una petita excursió i poder gaudir del seu entorn tot ell rodejat de molta pineda.